# Maxingvilla

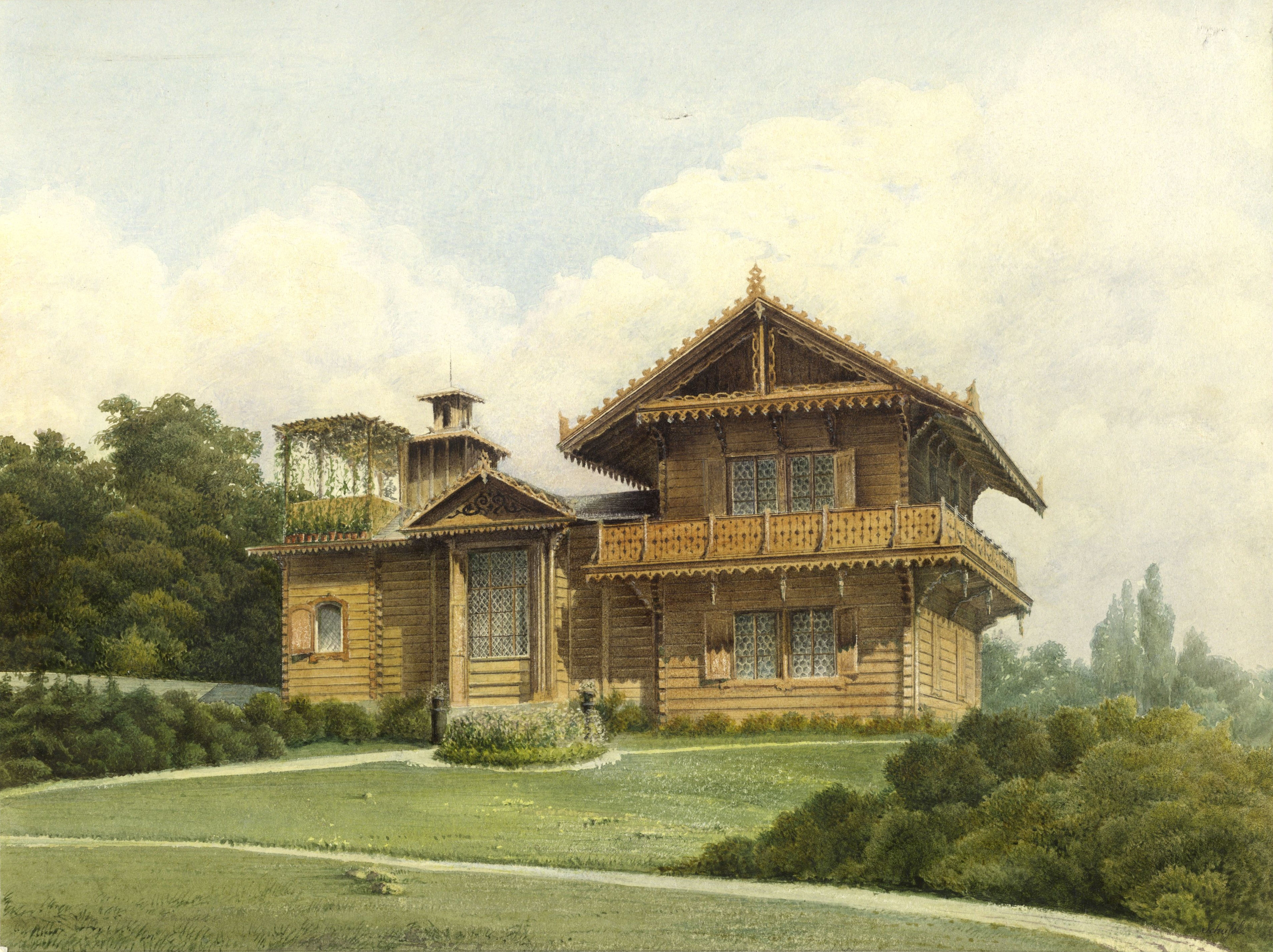
Villa Maxing, Aquarell von Anton Schüssl, 1854

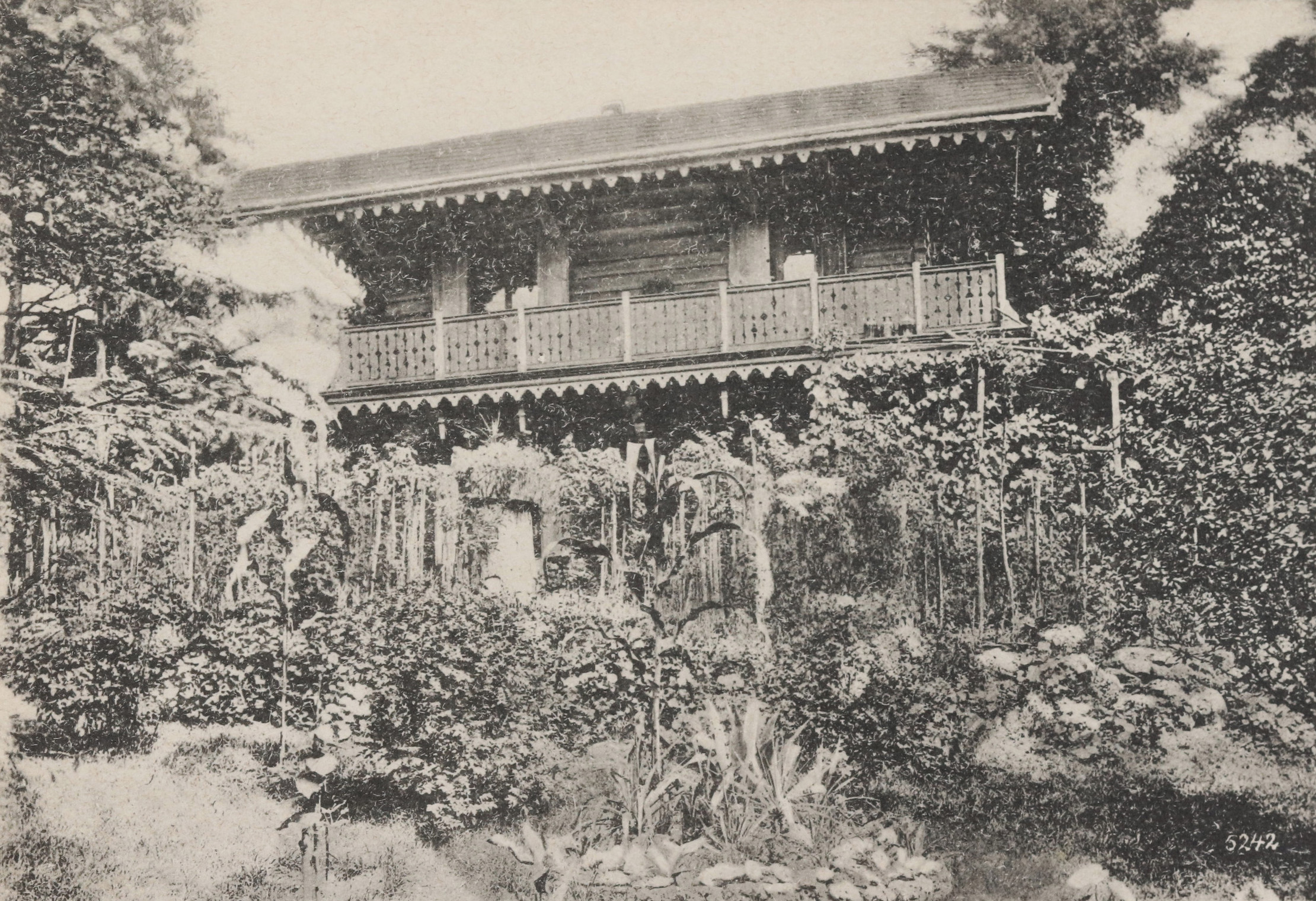
Park und Villa auf einer Ansichtskarte (1900–1905)

Die Maxingvilla in Wien war eine 1849/50 im Auftrag von Ferdinand Maximilian von Österreich (1832–1867) erbaute Villa. Zur Bauzeit lag das Areal außerhalb der Stadt, seit 1892 zählt es zum 13. Gemeindebezirk, Hietzing, seit 1894 heißt die vorbeiführende Straße amtlich Maxingstraße.
Erzherzog Ferdinand Maximilian, nächstjüngerer Bruder von Kaiser Franz Joseph I., ließ sich mit seiner ersten Apanage dieses von ihm „Maxing“ genannte Sommerhaus im bald so genannten Maxingpark zwischen dem Hietzinger Friedhof und einem Hintereingang zum Schönbrunner Schlosspark anlegen.
Die nach Entwürfen von Maximilian selbst und im Stil eines Chalets ausgeführte Villa (ursprünglich auch: Schweizerhaus) wurde am 6. Juli 1850, dem 18. Geburtstag des Erzherzogs, feierlich eröffnet. Johann Strauss übernahm die musikalische Leitung und komponierte für das Ereignis das Walzerwerk Maxing-Tänze op. 79.
In der nahen Umgebung der Maxingvilla, auf der anderen Seite der späteren Maxingstraße, wohnten ab den 1870er Jahren zwei Frauen, zu denen Franz Joseph I. enge private Beziehungen unterhielt: Anna Nahowski und Katharina Schratt.
Die Straße hieß bis 1894 mit dem von der Maxingstraße südostwärts führenden Teil der heutigen Elisabethallee Hetzendorfer Straße, weil sie, von Hietzing aus gesehen, nach Hetzendorf (12. Gemeindebezirk) führt. Da 1894 dort die Hetzendorfer Straße benannt wurde, wurde die im 13. Bezirk gelegene umbenannt.
Der von der Villa bergaufwärts verlaufende Landstrich wurde bald als Maxing bezeichnet.
Von der 1955 wegen Baufälligkeit abgerissenen Villa sind heute nur mehr Fundamente erkennbar.
Nach der Villa wurde auch der Bahnhof Wien Maxing benannt.

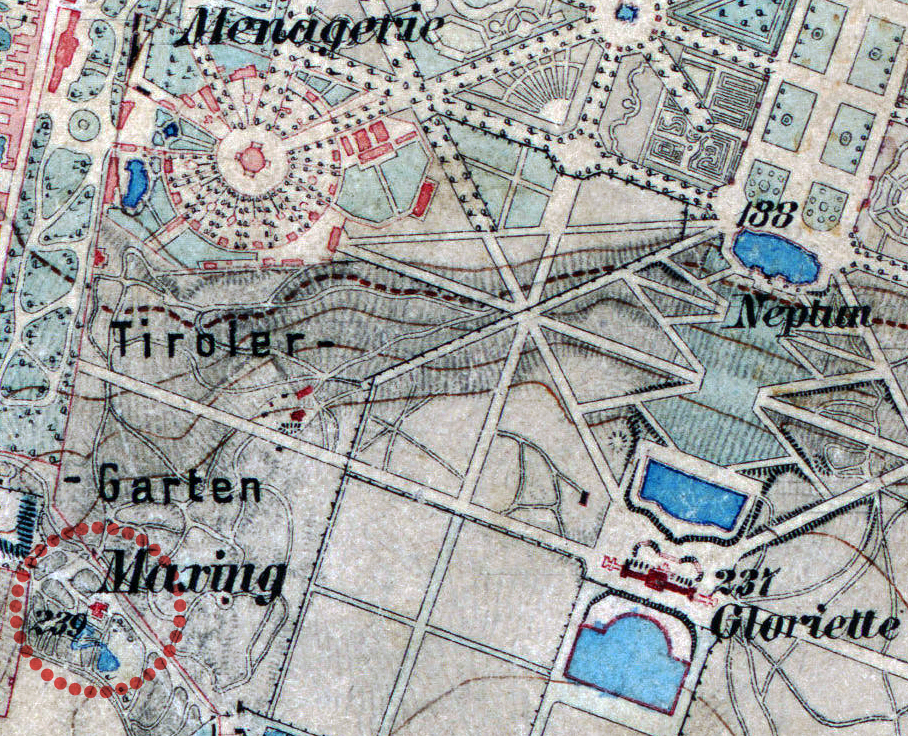
Kartografische Lage 1872
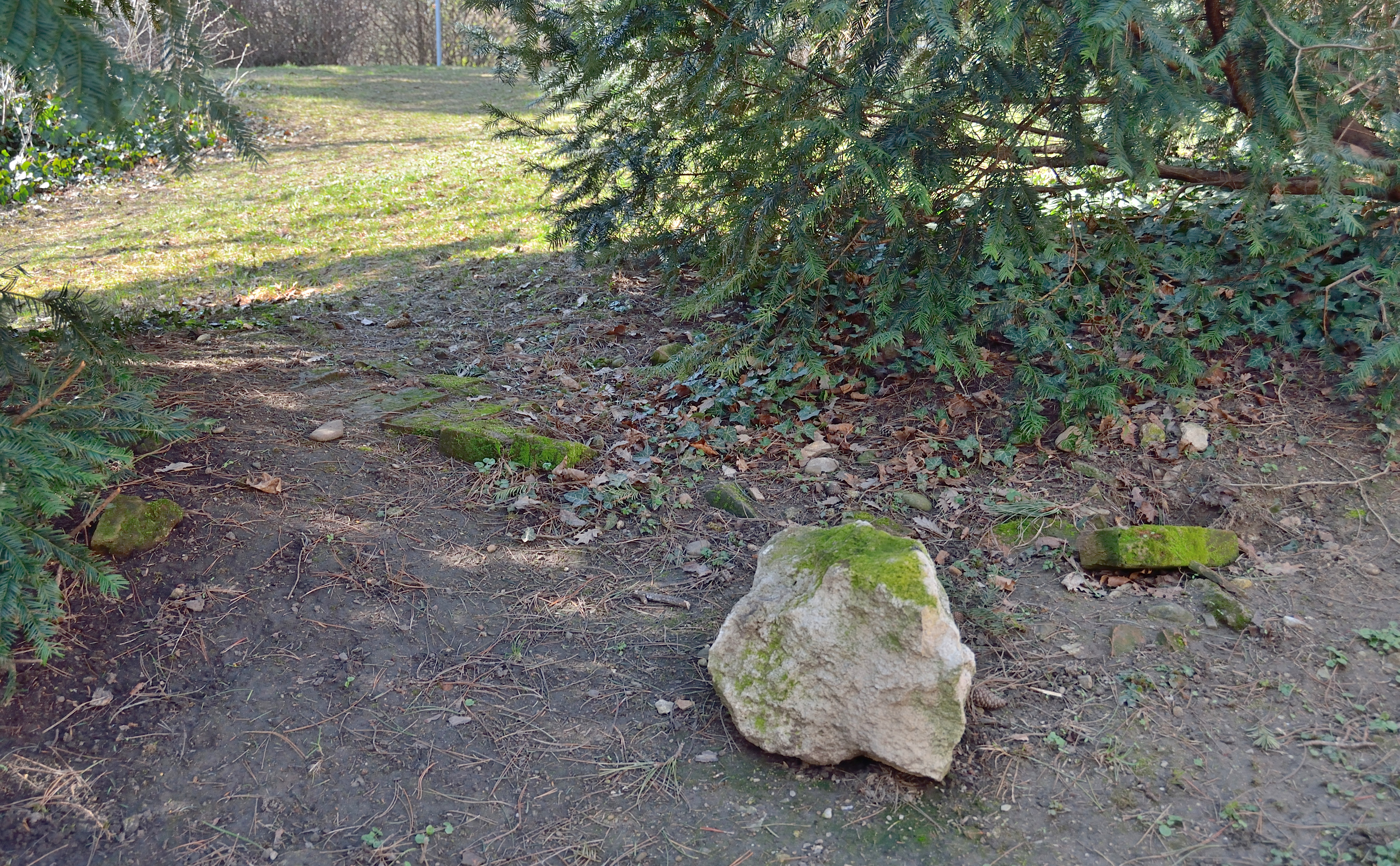
Fundamente im Maxingpark